# 拉格里莫迪耶尔
拉格里莫迪耶尔（法語：La Grimaudière，法語發音：[la ɡʁimodjɛʁ]）是法国新阿基坦大区维埃纳省的一个市镇，属于沙泰勒罗区。

## 地理
拉格里莫迪耶尔（46°48'28"N, 0°1'4"E）面积19.09 平方千米，位于法国新阿基坦大区维埃纳省，该省份为法国中西部省份，北起曼恩-卢瓦尔省和安德尔-卢瓦尔省，西接德塞夫勒省，南至夏朗德省，东南接上维埃纳省，东临安德尔省。
与拉格里莫迪耶尔接壤的市镇（或旧市镇、城区）包括：阿赛-莱瑞莫、马尔讷、克朗、马泽伊、蒙孔图尔、圣让德索沃。

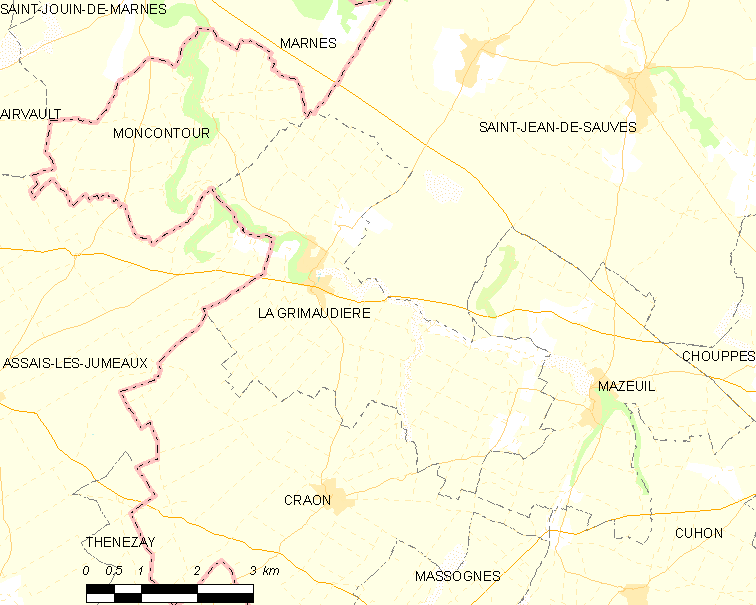
拉格里莫迪耶尔的OSM定位图

拉格里莫迪耶尔的时区为UTC+01:00、UTC+02:00（夏令时）。

## 行政
拉格里莫迪耶尔的邮政编码为86330、86110，INSEE市镇编码为86108。

## 政治
拉格里莫迪耶尔所属的省级选区为卢丹县。

## 人口

1962-2008年间拉格里莫迪耶尔人口变化图示

拉格里莫迪耶尔于2022年1月1日时的人口数量为396人。